# قاطرپول
قاطر پول اصطلاحی است که به افرادی که کالا یا پولی در مبالغ کلانی را از فردی در کشوری به فرد دیگری در کشور دیگری منتقل می‌کنند به کار برده می‌شود. حتی اگر این پول از طریق کلاهبرداری به دست آمده باشد. در اکثر موارد این کار از طریق اینترنت انجام می‌شود.
اصطلاح قاطر پول هنگامی گفته می‌شود که مجرم از یک کشور در حال توسعه با به دست آوردن اطلاعات و مشخصات کارت اعتباری یا حساب بانکی یا رمز عبور قربانی که در یک کشور توسعه یافته و جهان اول زندگی می‌کند با روش‌های مختلفی مانند هک کردن و غیره و با نقد کردن دارائی‌ها نیاز به انتقال پول به کشور خودش پیدا می‌کند. و چون نمی‌تواند پول کثیف را مستقیما به حساب خودش در کشورش بریزد و در این حالت اکثر شرکت‌ها طبق قوانین بین‌المللی در زمینه پولشوئی حق انتقال مبالغ بالا یا کالاهای با ارزش بالا را با منشاء مشکوک یا منشاء کلاهبرداری را ندارند. در این حالت نیاز به یک فرد قربانی دیگری به نام قاطر پول پیدا می‌کند که پول کثیف را از کشور قربانی به حساب قاطر پول واریز کرده و از طریق حساب قاطر پول بعد از کسر کردن کارمزد قاطر پول که اکثراً مبالغ بالائی می‌باشد مابقی پول را به حساب خود منتقل می‌کند. در این حالت به فردی که واسطه انتقال پول کثیف بین قربانی و کلاهبردار شده و در مراجع بین‌المللی مشخصاتش وارد لیست سیاه کلاهبرداری‌های بین‌المللی می‌شود قاطر پول گفته می‌شود. در حالی که کلاهبردار هیچ ردی از خود در این وسط به جای نمی‌گذارد.